# Такшеево
Такшеево — деревня в Холмогорском районе Архангельской области.

## География
Находится в центральной части Архангельской области на расстоянии приблизительно 2 км на север-северо-восток по прямой от села Емецк на левобережье реки Емца.

## История
В ещё 1939 году деревня была отмечена в составе Емецкого сельсовета Емецкого района. До 2022 года входила в Емецкое сельское поселение до его упразднения.

## Население
Численность населения: 5 человек (русские 100 %) в 2002 году, 3 в 2010.